# Eurodryas infraflava
Eurodryas infraflava är en fjärilsart som beskrevs av Ruggero Verity 1950. Eurodryas infraflava ingår i släktet Eurodryas och familjen praktfjärilar. Inga underarter finns listade i Catalogue of Life.